# Marko Mrnjavčević
Marko Mrnjavčević (en serbe : Марко Мрњавчевић, prononcé [maːrkɔ mrɲaːʋt͡ʃɛʋit͡ɕ]) (né vers 1335 et mort en 1395) est de jure le roi des Serbes de 1371 à 1395, tandis que de facto, il n'a régné que sur un territoire de la Macédoine occidentale centré autour de Prilep. Il est connu sous plusieurs noms, prince Marko (serbe : Краљевић Марко, Kraljević Marko, [kraːʎɛʋit͡ɕ maːrkɔ]) et roi Marko (en bulgare : Крали Марко et en macédonien : Kрaле Марко), tous utilisés par la tradition orale des Slaves du sud, pour laquelle il est devenu un personnage important pendant l'occupation ottomane des Balkans.
Le père de Marko, Vukašin, a partagé le pouvoir avec l'empereur serbe Stefan Uroš V, dont le règne a été marqué par l'affaiblissement du pouvoir central et la lente dislocation de l'Empire serbe. Les possessions personnelles de Vukašin incluaient des terres en Macédoine occidentale, au Kosovo et en Métochie. En 1370 ou 1371, il couronne Marko et lui donne le titre de « jeune roi », ce qui permet à ce dernier de succéder à Stefan Uroš, qui n'avait pas d'enfants.
Le 26 septembre 1371, Vukašin est défait et tué par les Ottomans pendant la bataille de la Maritsa ; environ deux mois plus tard, l'empereur Stefan Uroš meurt à son tour. Cet événement fait de Marko le roi de la terre serbe, mais il n'est pas reconnu par la grande noblesse serbe, devenue totalement indépendante du pouvoir central. À une date incertaine après 1371, Marko devient un vassal ottoman, et en 1377, des parts significatives du territoire qu'il a hérité de Vukašin lui sont arrachées par d'autres membres de la noblesse. Le roi Marko est en fait un seigneur local, qui ne règne que sur un territoire relativement petit en Macédoine. Il meurt le 17 mai 1395 dans les rangs de l'armée ottomane lors de la bataille de Rovine.
Bien qu'il n'ait été qu'un souverain modeste, Marko est devenu un personnage important dans la tradition orale des Slaves du sud. Il est honoré comme un héros national par les Serbes, les Macédoniens et les Bulgares, immortalisé par le folklore comme le protecteur intrépide et puissant des plus faibles, qui a combattu l'injustice ainsi que les forces turques au début de l'occupation ottomane. Il a également financé la construction du monastère Saint-Dimitri près de Skopje, mieux connu sous le nom de « monastère de Marko » et achevé en 1376.

## Biographie

### Avant 1371

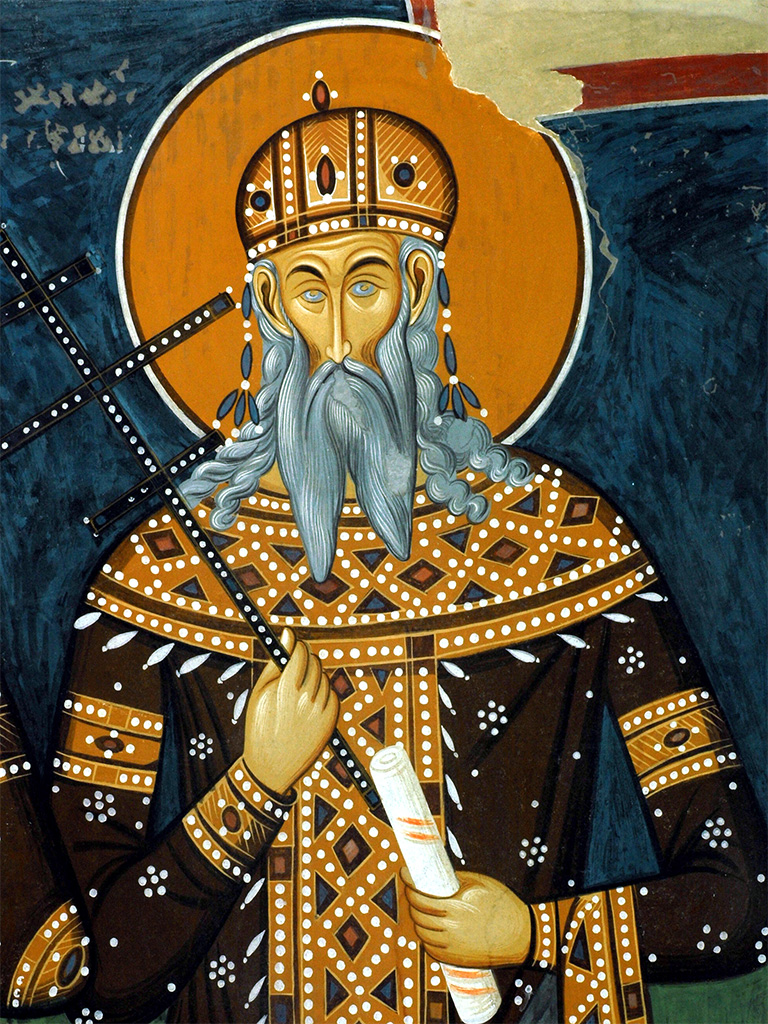
Vukašin, le père de Marko, sur une fresque de l'église de Psača, en Macédoine du Nord.

Marko est né vers 1335. C'est le premier fils de Vukašin Mrnjavčević et sa femme Alena. Le patronyme « Mrnjavčević » vient de Mrnjava, décrit au XVIIe siècle par l'historien ragusien Mavro Orbin comme un petit noble de Zachlumie, région partagée entre l'Herzégovine et la Dalmatie du sud. Selon Orbin, les fils de Mrjnava sont nés à Livno, en Bosnie occidentale, où il s'est peut-être installé après l'annexion de la Zachlumie par la Bosnie en 1326. Les Mrnjavčević ont peut-être ensuite soutenu l'empereur serbe Dušan dans la préparation de l'invasion de la Bosnie, comme l'ont fait d'autres familles de Zachlumie. Craignant les représailles, ils ont émigré en Serbie avant le début du conflit,. Ces préparations ont sans doute commencé deux ans avant l'invasion, qui a eu lieu en 1350. C'est pendant cette année que Vukašin, le père de Marko, est mentionné pour la première fois à l'écrit. Le texte en question raconte qu'il a été fait župan (gouverneur) de Prilep par Dušan,. Prilep, ancienne possession byzantine, avait été acquise en 1335 avec d'autres régions macédoniennes. En 1355, l'empereur meurt d'une crise cardiaque à environ 47 ans.
Dušan est remplacé par son fils de 19 ans, Uroš, qui semble voir en Marko Mrnjavčević un homme de confiance. Il le nomme à la tête de l'ambassade de Raguse à la fin juillet 1361 pour négocier la paix entre l'empire et la république de Raguse, un conflit ayant éclaté un peu plus tôt dans l'année. Marko ne parvient pas à conclure la paix, mais il réussit à faire libérer les marchands serbes de Prizren retenus prisonniers par les Ragusains. Une inscription de 1356 située sur le mur d'une église du Tikveš, en Macédoine du Nord, mentionne un Nikola et un Marko, qui seraient alors gouverneurs de la région, mais l'identité de ce Marko est incertaine.
La mort de Dušan est suivie par la montée des activités séparatistes dans l'empire serbe. Les territoires du sud-ouest, comme l'Épire, la Thessalie et le sud de l'Albanie, ont déjà fait sécession en 1357. Le noyau de l'empire demeure toutefois fidèle à Uroš, le nouvel empereur. Ce noyau correspond à trois régions principales : l'ouest (qui comprend notamment la Zeta, la Travonie et la haute vallée de la Drina), la Serbie centrale et la Macédoine. Néanmoins, les grands seigneurs montrent une indépendance de plus en plus grande vis-à-vis d'Uroš même dans ces régions encore contrôlées par le pouvoir central. Uroš était faible et incapable de contrer ces tendances séparatistes et les nobles se battaient aussi entre eux pour gagner des territoires.

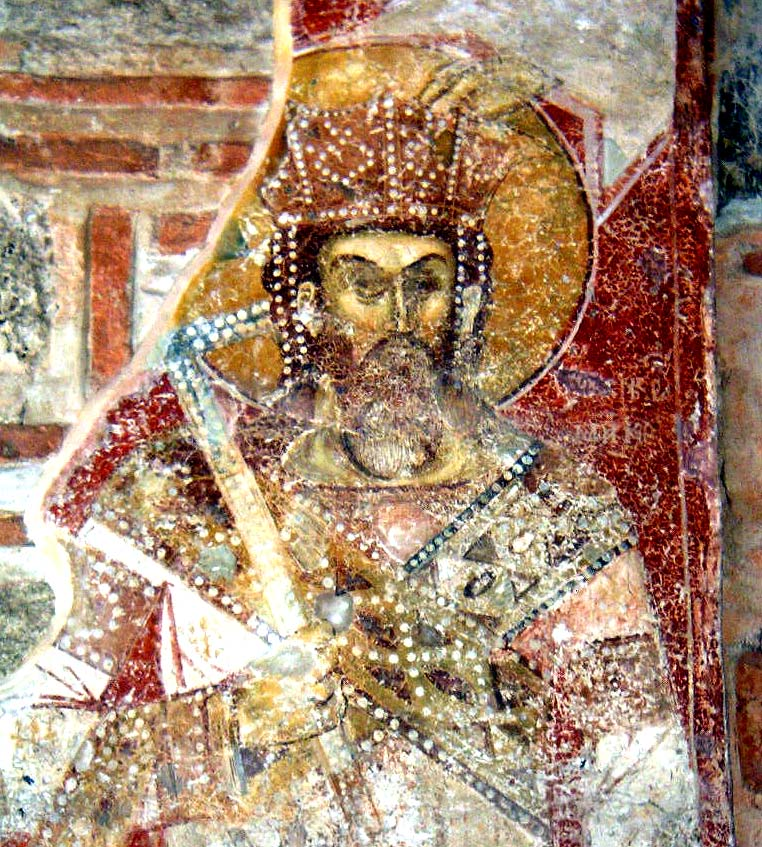
Le roi Marko sur une fresque du monastère de l'Archange Saint-Michel, réalisée vers 1371.

Vukašin Mrnjavčević était un politicien doué et il a peu à peu assumé le commandement de l'empire. En août ou en septembre 1365, Uroš partage son trône avec lui et le couronne roi. En 1370, l'héritage potentiel de Marko augmente car Vukašin étend ses possessions de Prilep vers le reste de la Macédoine, le Kosovo et la Métochie, acquérant Prizren, Pristina, Novo Brdo, Skopje et Ohrid. Dans une charte qu'il signe le 5 avril 1370, Vukašin mentionne sa femme, la reine Alena (господинь зємли срьбьскои и грькѡмь и западнимь странамь). À la fin 1370 ou au début de 1371, Vukašin couronne Marko « jeune roi ». Ce titre avait auparavant été donné aux héritiers des rois serbes afin de sécuriser leur succession sur le trône. Uroš n'ayant pas d'enfants, Marko pouvait donc devenir son successeur, commençant une nouvelle dynastie de souverains serbes. Cela signifiait la fin de la maison des Nemanjić, vieille de deux cents ans. La plupart des autres nobles serbes n'étaient pas satisfaits de cette situation, ce qui renforçait leurs désirs d'indépendance.
Vukašin souhaitait un bon parti pour Marko, son fils aîné. Une fille de la maison dalmate des Šubić avait été envoyée par son père Grgur à la cour de Tvrtko Ier, ban de Bosnie, afin qu'elle soit élevée et mariée par la mère de Tvrtko, Jelena Šubić. Cette dernière était la fille de Juraj II Šubić, dont le grand-père maternel était le roi serbe Dragutin Nemanjić. Le ban et sa mère approuvent Vukašin, qui veut la main de la fille pour Marko, et le mariage est sur le point d'être célébré,. En avril 1370, cependant, le Pape Urbain V envoie une lettre a Tvrtko dans laquelle il interdit le mariage d'une Catholique au « fils de Sa Magnificence le roi de Serbie, un schismatique » (filio magnifici viri Regis Rascie scismatico). Le Pape écrit également au roi Louis Ier de Hongrie, le suzerain du ban de Bosnie, et le mariage n'a jamais lieu. Marko épouse finalement Jelena, la fille de Radoslav Hlapen, seigneur de Béroia et d'Édesse, le noble serbe le plus important dans le sud de la Macédoine.
Au printemps 1371, Marko participe aux préparatifs d'une campagne contre Nikola Altomanović, grand seigneur de l'ouest de l'empire. La campagne devait être menée conjointement par Vukašin et Đurađ I Balšić, prince de la Zeta, marié à Olivera, fille du premier. En juillet, Vukašin et Marko campent avec leur armée devant Scutari, sur le territoire de Đurađ I, prêts à mener une offensive vers Onogošt, dans les terres d'Altomanović. L'attaque n'a jamais lieu, car les Ottomans menaçaient au même moment le despotat de Jovan Uglješa, seigneur de Serrès et frère puîné de Vukašin. Les forces des Mrnjavčević se dirigent rapidement vers l'est. Après avoir cherché en vain des alliés, les deux frères entrent sur le territoire ottoman. Lors de la bataille de la Maritsa, le 26 septembre 1371, les Turcs anéantissent l'armée serbe ; les corps de Vukašin et Jovan Uglješa ne sont jamais retrouvés. Le résultat de la bataille est lourd en conséquences puisque la route des Balkans est désormais ouverte pour les Turcs,.

### Après 1371

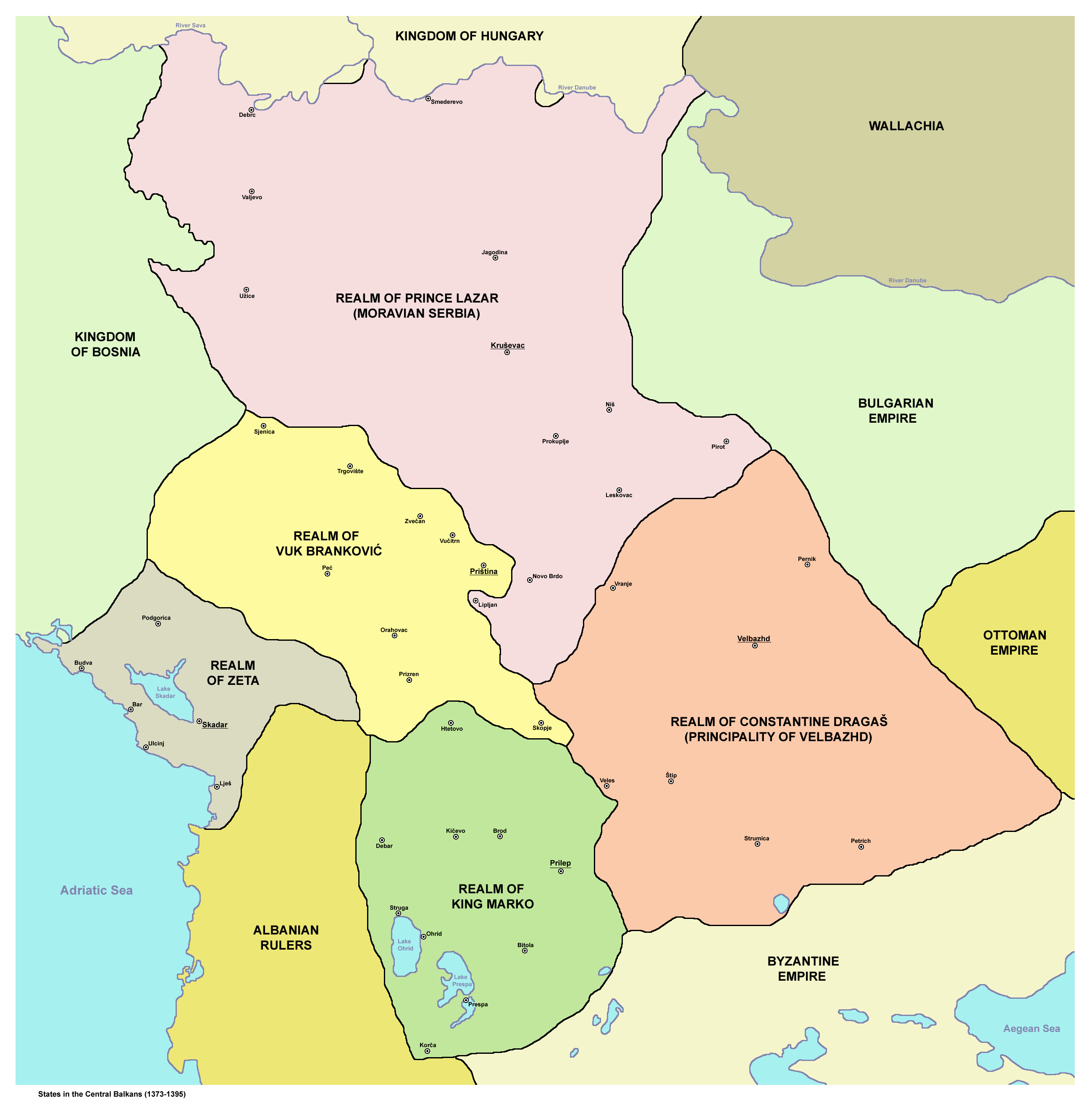
Frontières approximatives du territoire gouverné par Marko après 1377 (en vert foncé).

À la mort de son père, le « jeune roi » Marko devient légalement roi et partage le trône serbe avec l'empereur Uroš. Ce dernier meurt toutefois le 2 ou 4 septembre 1371, et Marko devient le seul chef d'État serbe. Les nobles serbes ne prennent cependant pas la peine de lui prêter allégeance, et les mouvemements séparatistes augmentent encore. Après la défaite de Vukašin et Jovan Uglješa et la destruction de leur armée, la maison Mrnjavčević n'avait plus de pouvoir réel. Les seigneurs voisins de Marko en profitèrent pour s'emparer de parts non négligeables de son patrimoine. En 1372, Đurađ I Balšić avait pris Prizren et Peć, et le prince Lazar Hrebeljanović avait pris Priština. Enfin, en 1377, Vuk Branković s'était rendu maître de Skopje et le magnat albanais Andrija Gropa était devenu pratiquemement indépendant à Ohrid,.

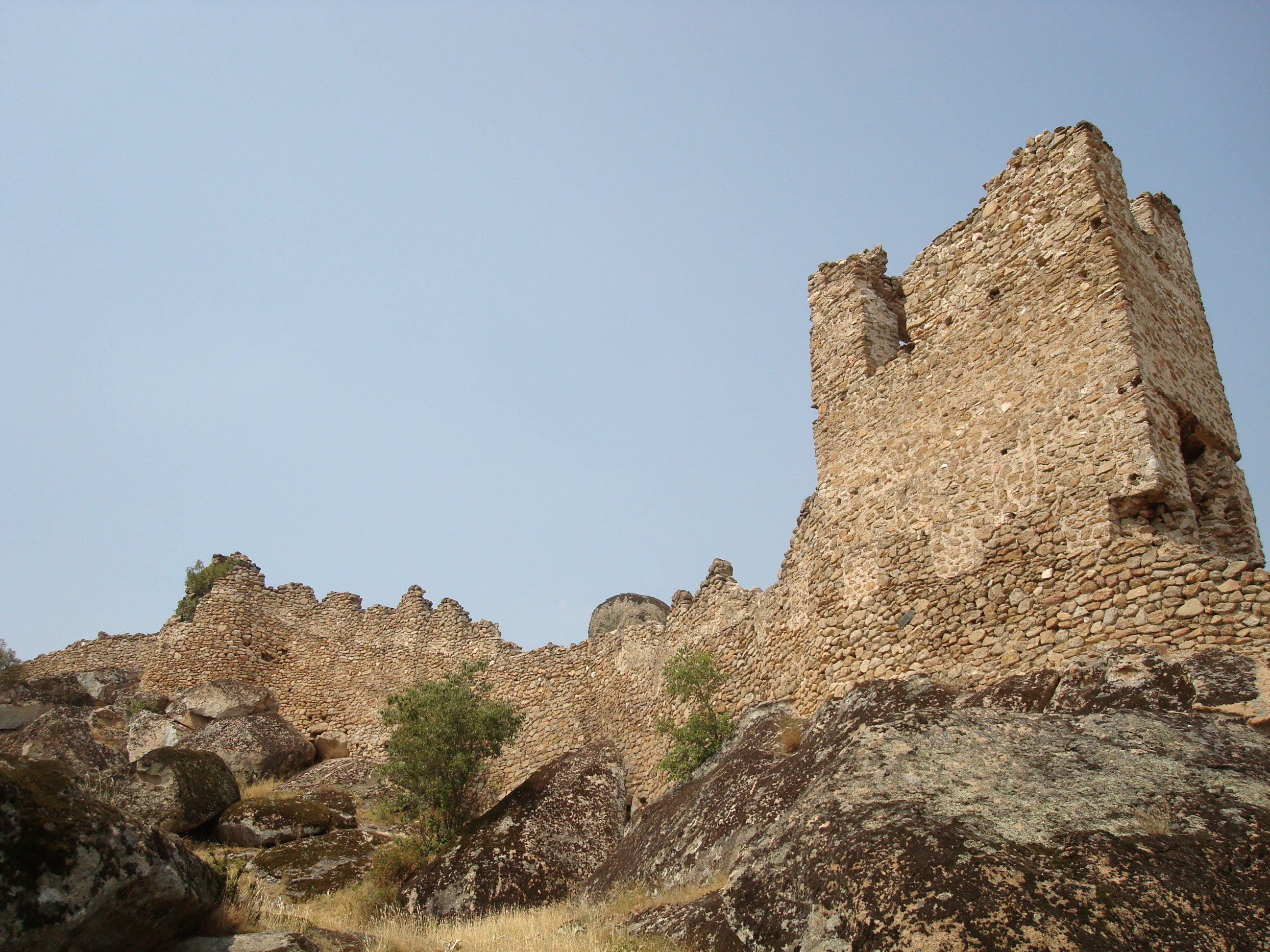
Les ruines de la forteresse de Marko au-dessus de Prilep, connues comme les Markovi Kuli, les « tours de Marko ».

La seule ville importante gardée par Marko est Prilep, depuis laquelle son père avait commencé son ascension. Marko n'est ainsi qu'un petit prince qui ne dirige qu'un petit territoire bordé au nord par Skopje et les monts Šar, à l'est par le Vardar et la Tsrna, et à l'ouest par Ohrid. Les limites sud sont incertaines. Marko n'était même pas le seul chef sur son domaine, puisqu'il partageait le pouvoir avec son frère cadet Andrijaš, qui possédait aussi son propre fief à l'intérieur du petit royaume. Leur mère, Alena, était entrée dans les ordres après la mort de son mari, prenant le nom de Jelisaveta, mais elle assista Andrijaš quelque temps, après 1371. L'autre frère, Dmitar, vivait sur les terres d'Andrijaš. Il y avait encore un autre frère, Ivaniš, à propos duquel on sait peu de choses. La date à laquelle Marko devint un vassal ottoman est incertaine, mais cela ne s'est probablement pas déroulé immédiatement après la bataille de la Maritsa.
À un certain moment, Marko se sépara de sa femme Jelena et vécu avec Todora, la fille d'un homme appelé Grgur. Jelena retourne chez son père, Radoslav Hlapen, seigneur de Béroia, et voisin immédiat du petit royaume de Marko. Marko cherche ensuite à se réconcilier avec sa femme, mais il doit d'abord envoyer Todora à son beau-père. Cette réconcialliation était sûrement motivée par l'envie pour Marko de garder Hlapen comme allié.
Le château de Marko se trouvait sur une colline au nord de Prilep, qui n'était alors qu'un village, nommé Varoš. Le château existe toujours, mais il est en ruines, et le site est appelé Markovi Kuli, soit les « tours de Marko ». Près du village de Varoš se trouve aussi le monastère de l'Archange Saint-Michel, rénové par Marko et Vukašin, dont les portraits figurent sur les murs de l'église. Marko a également financé l'église du Dimanche-Saint de Prizren, achevée en 1371, juste avant la bataille de la Maritsa. Le monastère Saint-Dimitri, plus connu sous le nom de monastère de Marko, est situé à Markova Souchitsa, près de Skopje. Sa construction a duré de 1345 à 1376 ou 1377. Marko et Vukašin, qui l'ont financé, sont représentés sur les fresques de l'église.
En 1379, le prince Lazar Hrebeljanović, seigneur de Pomoravlje, est le noble serbe le plus puissant. Il se titre lui-même « Autocrator de tous les Serbes », mais il n'est toutefois pas suffisamment puissant pour unir toute la Serbie sous son autorité. Les Balšić, les Mrnjavčević, Konstantin Dragaš (un Nemanjić par sa mère), Vuk Branković et Radoslav Hlapen administrent leurs fiefs sans consulter Lazar,. Enfin, un autre roi s'impose sur la scène politique. Il s'agit de Tvrtko Ier de Bosnie, descendant des Nemanjić et couronné en 1377 par le métropolite de Mileševa « roi des Serbes et de Bosnie ». Il s'était auparavant emparé de plusieurs territoires de l'ouest de l'ancien empire serbe.
Le 15 juin 1389, les forces serbes, conduites par Lazar, Vuk Branković, et un vassal de Tvrtko, Vlatko Vuković de Zachoumlie, affrontent l'armée ottomane de Murat Ier lors de la bataille de Kosovo Polje. Les deux camps sont vite décimés et Lazar et Murat sont tués. L'issue de la bataille est indécise, mais les forces serbes sont considérablement affaiblies alors que les Turcs possèdent encore de nombreuses troupes à l'est. En conséquence, les principautés serbes qui n'étaient pas encore vassales des Ottomans le deviennent pendant les années qui suivent.
En 1394, un groupe de vassaux ottomans des Balkans décide de renoncer à sa vassalité. Marko n'en fait pas partie, mais ses frères Andrijaš et Dmitar refusent de rester sous domination ottomane. Au printemps 1394, ils abandonnent leurs terres et s'exilent en Hongrie, où ils entrent au service de Sigismond Ier. Ils voyagent en passant par Raguse, où ils déposent l'argent qu'ils avaient hérité de leur père. Andrijaš et Dmitar sont les premiers nobles serbes à émigrer en Hongrie ; la migration des Serbes vers le nord continuant ensuite pendant toute la durée de l'occupation ottomane.
En 1395, les Turcs attaquent la Valachie afin de punir son chef, Mircea Ier, qui avait lancé des incursions dans le territoire ottoman. Trois vassaux serbes se trouvent sous le drapeau ottoman, Marko, Konstantin Dragaš et Stefan Lazarević, le fils et héritier de Lazar. La bataille de Rovine a lieu le 17 mai 1395, et elle est remportée par les Valaques. Marko et Konstantin sont tués lors du conflit et leurs terres, annexées par les Ottomans, sont incluses dans la province de Kyoustendil.

## Personnage épique

### Poésie épique serbe
Marko Mrnjavčević est un des héros les plus importants de la poésie épique serbe, dans laquelle il est appelé Kraljević Marko (« Prince Marko »). Ce titre de kraljević, qui signifie « fils du roi » est souvent associé aux fils de Vukašin dans les sources contemporaines et il est parfois utilisé comme un nom de famille (Marko Kraljević).

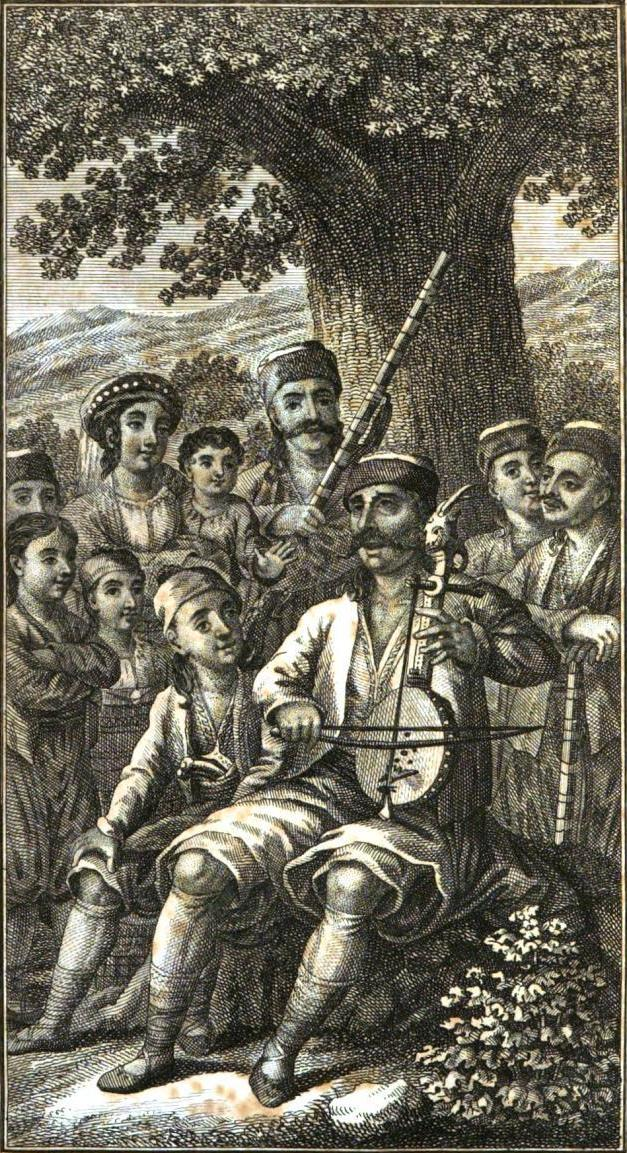
Un Herzégovinien chante avec une gusla
(dessin de 1823). Les poèmes épiques serbes étaient souvent chantés accompagnés de cet instrument à corde traditionnel.

Les poèmes sur Marko ont été écrits par des poètes anonymes ayant vécu pendant la domination ottomane et ces œuvres ne sont pas des suites racontant la même histoire chronologiquement ; en fait, le seul élément qu'elles ont en commun est le héros lui-même. Ses aventures sont racontées dans l'optique de magnifier son caractère et sa personnalité et contiennent peu de faits historiques tout en omettant certains aspects de sa vie, comme la désintégration de l'État serbe ou sa vassalité ottomane. Le personnage de Marko ayant vécu pendant 300 ans, d'autres héros ayant vécu du XIVe siècle au XVIe siècle sont parfois décrits comme ses compagnons de guerre, comme Miloš Obilić, Hrelja, Vuk Grgurević, et Jean Hunyadi, avec son neveu Banović Sekula.
Les poèmes épiques reconnaissent Marko en tant que fils de Vukašin, ce qui correspond à la vérité historique, mais certains remplacent Alena, sa mère, par une certaine Jevrosima, sœur du voïvode Momčilo, seigneur de Pirlitor, une forteresse située dans le massif du Durmitor, aujourd'hui au Monténégro. Momčilo est décrit comme un homme de très grande taille, doté d'une force immense et d'attributs magiques, comme un cheval ailé et un sabre avec des yeux. Vukašin l'aurait assassiné avec l'aide de Vidosava, la jeune femme du voïvode, malgré une tentative de Jevrosima pour sauver son frère. Au lieu d'épouser Vidosava, désormais veuve, Vukašin la tue également, puis emmène Jevrosima dans sa capitale, Scutari, où il l'épouse. Elle lui donne deux fils, Marko et Andrijaš. Le personnage de Momčilo correspond à une figure historique, le brigand et mercenaire bulgare Momtchil, qui fut pendant un temps au service de l'empereur Dušan de Serbie avant de devenir despote puis de mourir en 1345 lors d'une bataille contre les Byzantins. Selon certains poèmes, Marko et Andrijaš seraient nés d'une wili, une nymphe slave, que Vukašin aurait épousée après l'avoir capturée au bord d'un lac et lui avoir enlevé ses ailes afin qu'elle ne puisse pas s'échapper.
En grandissant, Marko développe une forte personnalité, et Vukašin déclare un jour qu'il n'a plus aucun contrôle sur son fils, qui allait où bon lui semblait, buvait et se querellait. Marko devient un homme extraordinairement grand et fort, avec une apparence à la fois terrifiante et quelque peu comique. Il porte une capuche en peau de loup qui tombe sur ses yeux sombres, ses moustaches noires font la taille d'un agneau de six mois, et son manteau est fait d'une fourrure de loup hirsute. Un sabre de Damas pend à sa ceinture et une lance tient en bandoulière derrière son dos. Marko a aussi une masse d'arme extrêmement lourde, accrochée à sa selle, tout comme une outre à vin. Sa poigne est si puissante qu'il peut faire sortir des gouttes d'eau d'un morceau de cornouiller sec. Sa force incroyable lui permet de défaire quelques-uns des plus grands champions de son temps, souvent contre toute attente,.
Marko a habituellement pour fidèle compagnon son cheval pie Šarac, qui sait parler. Lorsque Marko boit, Šarac a toujours droit à la même quantité de vin que son maître. Ce cheval peut faire des sauts dont la hauteur équivaut à trois jets de lance et la longueur à quatre jets, ce qui permet par exemple à Marko de poursuivre et capturer la dangereuse wili Ravijojla. Cette nymphe devient par la suite sa sœur devant Dieu, promettant de l'aider s'il tombe dans de mauvaises situations. Ravijojla l'aide ainsi à tuer Musa le Hors-la-Loi, qui possède trois têtes, mais Marko est affligé de ce qu'il a fait, car il pense avoir tué un meilleur homme que lui,.
Marko est représenté comme un protecteur des faibles, combattant contre les Turcs et les injustices en général. Il agit en portant les valeurs traditionnelles et patriarcales et, par exemple, il s'introduit dans un camp militaire turc pour décapiter le soldat qui a tué son père, il abolit la taxe sur les mariages en assassinant le tyran qui l'a imposée au peuple du Kosovo, il sauve la fille du Sultan d'un mariage qu'elle ne voulait pas, il libère trois voïvodes serbes enfermés dans un donjon ou encore aide les animaux en danger. Illustrant son caractère bénéfique et secoureur, un poème dit « qu'on s'en souvient comme d'un jour favorable dans l'année ».

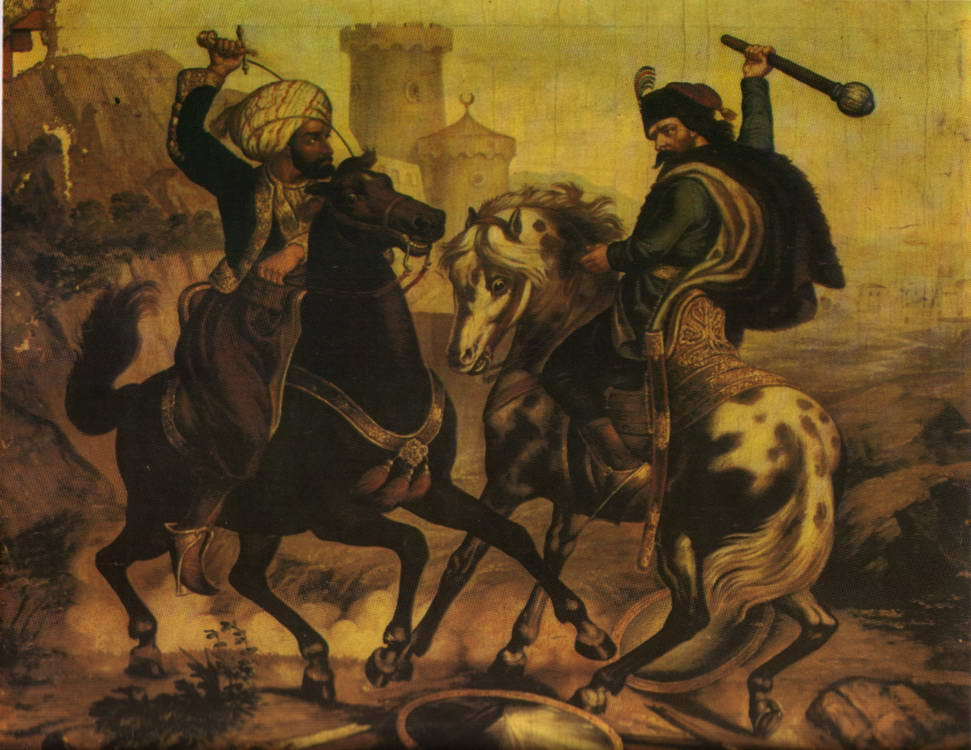
Le Prince Marko et Musa le Hors-la-Loi, peinture par Vladislav Titelbah (1900). Marko est le personnage de droite.

Une caractéristique marquante de Marko est son dévouement pour sa mère, Jevrosima. Il demande toujours ses conseils et lui obéit même si cela va contre ses désirs et impulsions. Elle vit avec lui dans son château de Prilep, et apparaît comme la bonne étoile qui l'a conduit vers le bien et loin du mal, en suivant le chemin des vertus chrétiennes. Un poème illustre l’honnêteté et la force morale de Marko en racontant qu'il était la seule personne à connaître le testament de l'empereur Dušan, et donc le nom de son héritier. Marko refuse de favoriser ses proches en donnant le trône à son père ou à ses oncles, mais suit la véritable volonté de l'empereur défunt et nomme le fils de ce dernier, Uroš, héritier de la couronne de Serbie. Cela lui coûte presque la vie, son père Vukašin ayant essayé de le tuer après cette annonce.
Marko est aussi parfois représenté comme un vassal loyal du Sultan, combattant les hors-la-loi pour protéger l'Empire ottoman. Lorsque le Sultan le sollicite, Marko participe aux batailles à ses côtés. Dans cette relation, Marko conserve toutefois son sens de la dignité et sa forte personnalité. Le Sultan exprime d'ailleurs à plusieurs reprises son anxiété face à ce vassal ardent et rebelle. Les poèmes laissent par ailleurs entendre que Marko serait plus fort que son suzerain le Sultan. Cet aspect pourrait être une raison de la popularité de Marko auprès des Serbes.

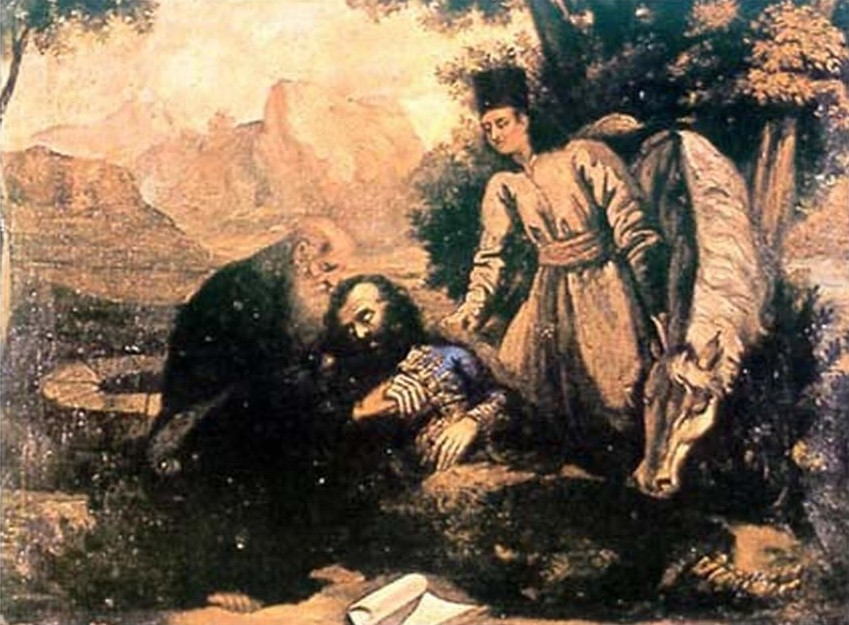
La mort du Prince Marko, peinture de Novak Radonić (1848).

À côté de son habituelle honnêteté, Marko se montre parfois capricieux, coléreux et parfois même cruel, mais seulement à de rares occasions. À cause de son apparence et de son comportement caricaturaux, mais aussi à cause de ses traits d'esprit, Marko est également considéré comme un personnage comique. Ainsi, lorsque sa mère lui ordonne d'arrêter ses aventures sanguinaires pour labourer les champs, il obéit mais s'en va labourer la route du Sultan. Lorsque des Janissaires arrivent, transportant de l'or, et lui ordonnent d'arrêter de détruire la route, Marko les tue avec sa charrue et son bœuf, s'empare de l'or et l'apporte à sa mère en lui disant : « regarde ce que j'ai labouré pour toi aujourd'hui ! »
Marko est âgé de 300 ans et chevauche Šarac, qui a 160 ans, lorsqu'une wili rencontrée au bord de la mer lui dit qu'il va mourir. Marko s'arrête à un puits dans lequel il ne voit pas le reflet de son visage, ce qui confirme les dires de la nymphe. Il tue alors son cheval, afin que celui-ci ne soit pas capturé par les Turcs et lui fait une sépulture. Ensuite, il jette son épée dans la mer puis s'étend pour mourir. Son corps est découvert sept jours plus tard par Vaso, l'higoumène du monastère de Hilandar (situé sur le mont Athos). Vaso emporte la dépouille du prince et l'enterre dans son monastère, où il ne laisse aucune trace de la sépulture.

### Poésie épique bulgare et macédonienne

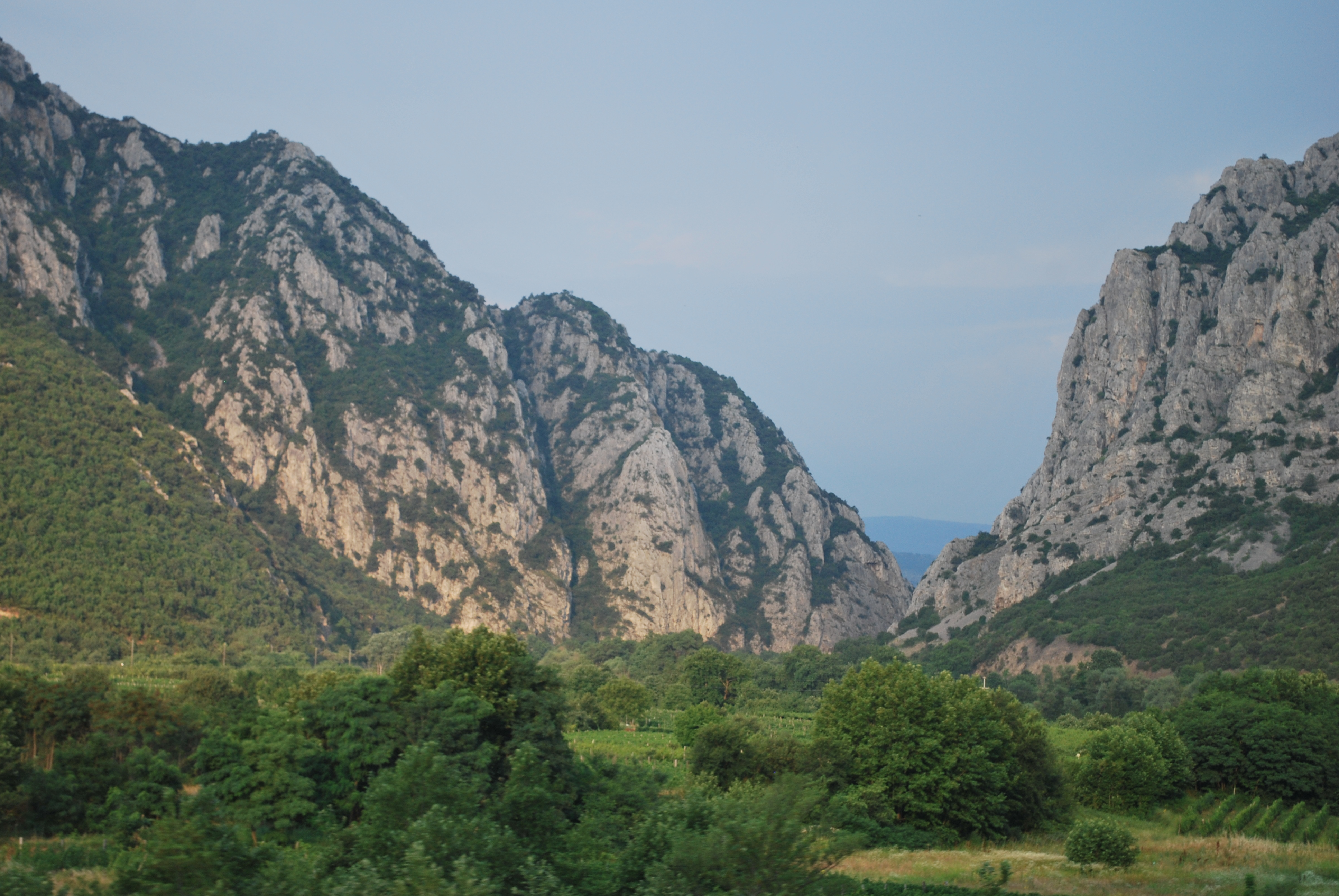
Les gorges de Demir Kapiya, en Macédoine du Nord, que Marko aurait créées d'un coup d'épée.

Krali Marko est un des personnages les plus populaires du folklore bulgare. Les poèmes épiques bulgares en général et ceux consacrés à Marko en particulier semblent provenir du sud-est de la Bulgarie ainsi que de la Macédoine du Nord, région autrefois considérée comme étant ethniquement bulgare. Ces contes sont ainsi considérés à la fois bulgares et à la fois comme faisant partie du patrimoine macédonien, la nation macédonienne n'étant pas reconnue à l'époque de la mise à l'écrit de ces contes au XIXe siècle.
Selon les légendes locales, la mère de Marko était Evrosiya (Евросия), sœur du voïvode bulgare Momtchil, qui gouvernait des territoires dans les Rhodopes. À la naissance de Marko, trois narecnisti (fées slaves) apparaissent et prédisent qu'il deviendra un héros et remplacera son père le roi. Lorsque ce roi, Volkachin, entend les fées, il jette son fils à la rivière pour s'en débarrasser. Mais une samovila (nymphe) retrouve Marko et l'élève, devenant sa mère adoptive. En tétant le lait de la nymphe, Marko acquiert des pouvoirs surnaturels.
Krali Marko est représenté comme un combattant bulgare ou macédonien contre les Turcs, disposant d'un cheval ailé, appelé Charkolia (ce qui signifie « pommelé ») et d'une belle-sœur, la samovila Guioura. Les légendes bulgares et macédoniennes, bien que créées entre le XIVe siècle et le XVIIIe siècle, comprennent d'importants éléments venant des pratiques et mythologies païennes,,.
Parmi les folkloristes bulgares et macédoniens qui ont collecté les légendes autour de Marko, les plus importants sont Trayko Kitantchev, qui a travaillé dans la région de Resen, dans le sud-ouest de l'actuelle Macédoine du Nord, et Marko Cepenkov, originaire de Prilep et qui a travaillé dans diverses régions alentour.
Comme Gargantua en France, Marko aurait laissé diverses traces dans le paysage macédonien et une multitude de légendes le tiennent à l'origine de nombreuses failles et rochers à travers le pays. Ainsi, des légendes racontent qu'il aimait lancer des rochers, et certaines font aussi état d'une sœur aussi forte que lui avec qui il faisait des compétitions. Une légende rapporte aussi qu'il aurait créé les gorges de Demir Kapiya par un coup d'épée, permettant à la mer de se retirer et de laisser place aux régions du Tikvech, de Bitola et du Mariovo.

## Marko dans la culture moderne

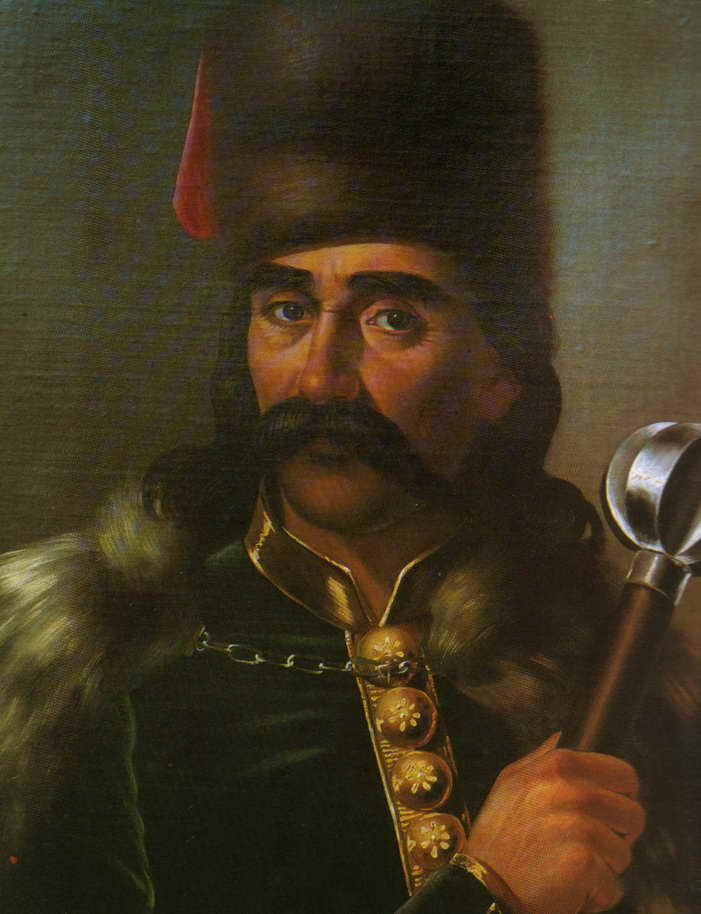
Portrait de Marko par Mina Karadžić, vers 1850.

### Littérature
Au XIXe siècle, alors que les poèmes traditionnels sont collectés auprès des populations, le personnage de Marko est repris par plusieurs pièces de théâtre. En 1831, la tragédie en hongrois Prince Marko, probablement écrite par István Balog, est présentée à Budapest, et en 1838, une autre pièce en hongrois, Prince Marko - Le grand héros serbe, est montée à Arad. En 1848, le Serbe Jovan Sterija Popović écrit à son tour une tragédie, Le Rêve du Prince Marko, qui glorifie la force des Slaves du Sud. Enfin, en 1863, l'Italien Francesco Dall'Ongaro présente sa pièce La Résurrection du Prince Marko.
L'Américain Clarence Manning publia en 1932 une biographie romancée de Marko, intitulée Marko, The King's Son: Hero of The Serbs. Marko est aussi le héros de deux nouvelles de Marguerite Yourcenar, Le Sourire de Marko et La Fin de Marko Kraliévitch, publiées en 1938 dans le recueil Nouvelles orientales.
Des auteurs comme Radoje Domanović ont parodié les légendes populaires autour de Marko. Domanović a ainsi publié le roman satirique Le Prince Marko une deuxième fois parmi les Serbes, dans lequel le prince revient secourir son peuple qui l'appelle à l'aide depuis des siècles. Ce roman a servi de support à d'autres écrivains qui ont écrit des suites comme Le Prince Marko une troisième fois parmi les Serbes, dans lesquelles le prince est confronté aux problèmes contemporains du pays. Marko est enfin une source d'inspiration pour des auteurs de fantasy.

### Beaux-Arts

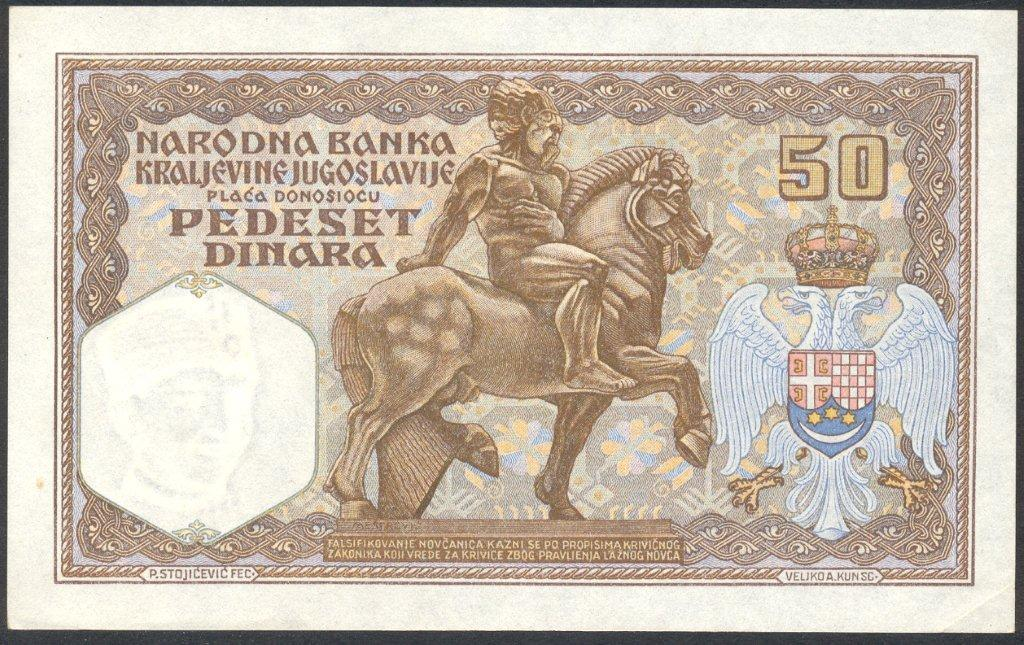
La statue équestre de Marko par Ivan Meštrović sur un billet de 50 dinars yougoslaves.

De tous les personnages épiques ou historiques serbes, Marko est considéré comme celui ayant le plus inspiré les beaux-arts : une monographie regroupe ainsi 87 artistes ayant abordé le prince dans leur travail.
Les plus vieilles représentations de Marko sont des fresques du XIVe siècle situées au monastère de Marko, près de Skopje, et à Prilep,. Un dessin du prince sur parchemin du XVIIIe siècle est conservé dans des Évangiles et Vuk Karadžić a écrit que durant son enfance (fin du XVIIIe siècle), il a vu un tableau représentant Marko portant un bœuf sur son dos.
Au XIXe siècle, des lithographies de Marko sont notamment exécutées par Anastas Jovanović, tandis que d'autres artistes représentent le prince sur des tableaux, comme Đura Jakšić. Au XXe siècle, le prince Marko est notamment représenté par les peintres Nadežda Petrović, Uroš Predić et Paja Jovanović. Le prince et les légendes qui l'accompagnent inspirent aussi certains illustrateurs contemporains, comme Branislav Kerac. D'autres artistes ont aussi essayé de reconstruire un visage réaliste du prince en prenant appui sur les fresques de son époque. Une statue équestre célèbre du prince a enfin été réalisée par le sculpteur croate Ivan Meštrović ; cette sculpture a servi a illustrer des billets et des timbres yougoslaves.